# Yves Dana
Yves Dana, né le 25 juin 1959 à Alexandrie en Égypte, est un sculpteur suisse. 

## Biographie
En 1961, la famille Dana quitte l'Égypte, et s'établit en Suisse.
Licencié en sociologie à l'université de Lausanne en 1978, diplômé de l'École des beaux-arts de Genève en 1981, Yves Dana assure ses débuts d'artiste en enseignant les mathématiques. Dès 1984, il se consacre totalement à la sculpture. Il partage aujourd'hui son temps entre l'Orangerie de la Ville de Lausanne et son atelier en Toscane. Il est père de trois enfants.
Des travaux sur fer, sur pierre et sur bronze, ainsi que des peintures marquent les étapes de sa création, et tracent différentes directions dans ses recherches. Son travail est très vite reconnu par la Galerie Alice Pauli qui, dès 1984, organise plusieurs expositions et fait connaître le travail d'Yves Dana en Suisse et à l'étranger. La Galerie Ditesheim à Neuchâtel et New York, poursuivent cet élan et contribuent à asseoir sa réputation. Les sculptures monumentales, installées en différents lieux, démontrent la maîtrise de l'espace dont fait preuve le sculpteur.

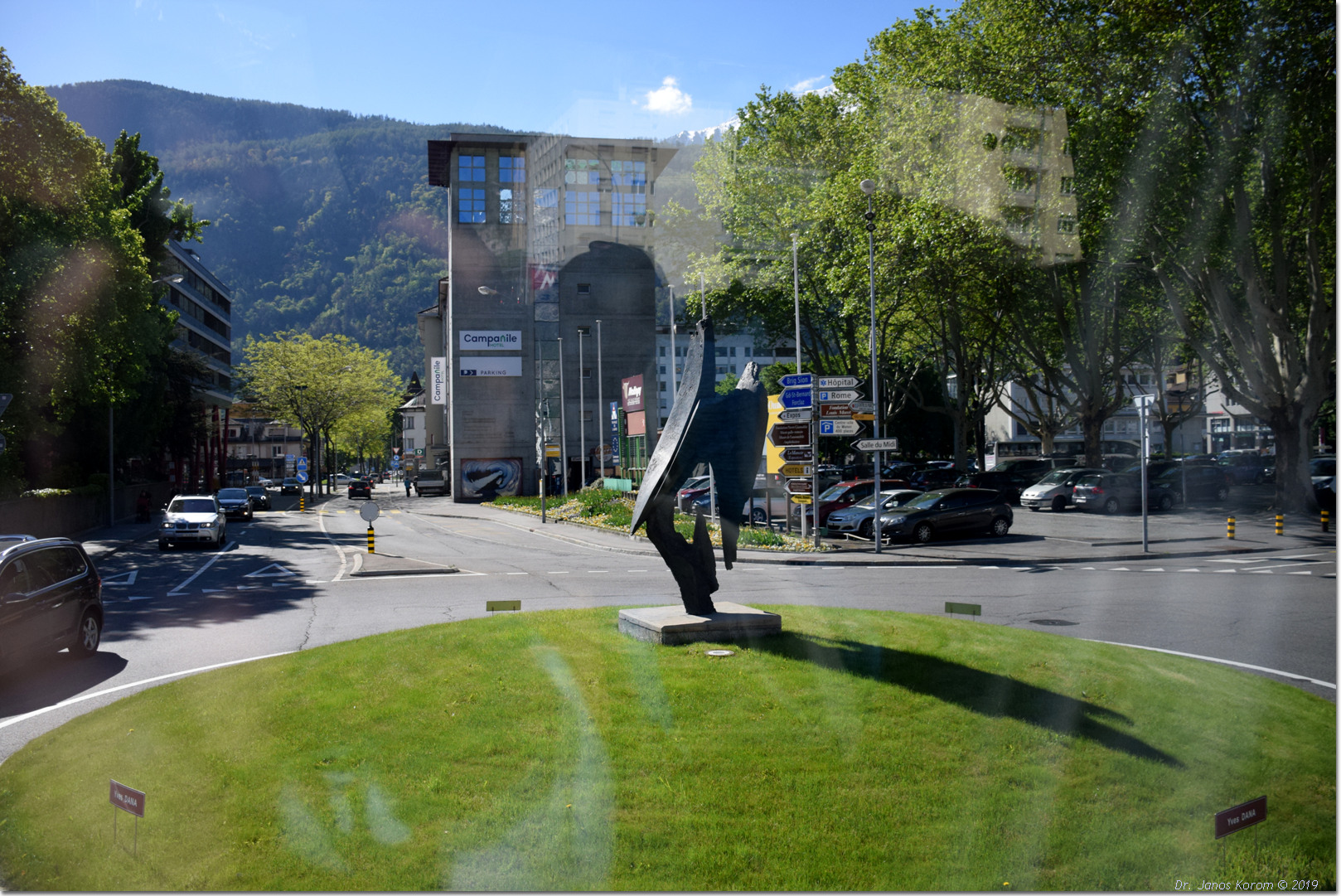
Composition II, sur le giratoire de l'Avenue de Fully/Rue du Léman à Martigny, Valais, Suisse.

En 1996, un séjour de six mois en Égypte, son pays natal, marque un retour à des formes simples et hiératiques, c'est le début de la série des « Stèles ». Deux ans plus tard, Yves Dana réalise ses premiers travaux en pierre. S'ensuivent diverses expositions personnelles et collectives, notamment au Guggenheim à Bilbao. Proposé par différentes galeries, le sculpteur participe également à diverses foires internationales comme l'Art Basel, l'Art Basel Miami Beach, la Foire internationale d'art contemporain, IFEMA et KIAF. En 35 ans de carrière, il compte à son actif une centaine d'expositions collectives et près de 40 expositions personnelles, souvent accompagnées de publications. On dénombre plus de 600 sculptures à son catalogue.
Le travail de Yves Dana est régulièrement présenté en Espagne, France, Italie, Belgique, Angleterre ou à Singapour.

## Distinctions
- Grand prix de la Fondation vaudoise pour la culture pour l'ensemble de son œuvre (2015)

## Article
« ...les œuvres d’Yves Dana sont une méditation plastique sur le temps, mais ne sont pas esclaves de leur temps, de leur époque. Tout au contraire ses sculptures sont très dépaysantes, inscrites dans le temps long des grandes mythologies, dans la sérénité lumineuse des songes, dans cette mémoire de l’espèce que chacun porte enfouie au plus profond de soi. Ses pièces apparaissent comme jaillies d’une archéologie désertique, comme trouvées là dans le lit d’un fleuve ou le cœur d’un volcan. Elles sont pourtant une exaltation de la vie dans ses énergies, ses élans, ses affects. » - Texte de Bernard Vasseur, tiré de Yves Dana, Paris, Éditions Cercle d'art, 2008